# Liste der Biografien/Keu
Liste der Biografien |
Portal Biografien |
Personensuche
# |
A |
B |
C |
D |
E |
F |
G |
H |
I |
J |
K |
L |
M |
N |
O |
P |
Q |
R |
S |
T |
U |
V |
W |
X |
Y |
Z |
?
 
Ka |
Kb |
Kc |
Kd |
Ke |
Kf |
Kg |
Kh |
Ki |
Kj |
Kl |
Km |
Kn |
Ko |
Kp |
Kr |
Ks |
Kt |
Ku |
Kv |
Kw |
Ky |
Kx |
Kz
 
Kea |
Keb |
Kec |
Ked |
Kee |
Kef |
Keg |
Keh |
Kei |
Kej |
Kek |
Kel |
Kem |
Ken |
Keo |
Kep |
Ker |
Kes |
Ket |
Keu |
Kev |
Kew |
Kex |
Key |
Kez
Die Liste der Biografien führt alle Personen auf, die in der deutschsprachigen Wikipedia einen Artikel haben. Dieses ist eine Teilliste mit 123 Einträgen von Personen, deren Namen mit den Buchstaben „Keu“ beginnt.

## Keu

### Keub
- Keubler-Böhm, Friedrich (1858–1942), deutscher Politiker (DVP), MdR

### Keuc
- Keuc, Maja (* 1992), slowenische Sängerin
- Keuchel, Dominique De (1956–2004), französischer Schauspieler
- Keuchel, Jan, deutscher Journalist und Rechtsanwalt
- Keuchel, Susanne (* 1966), deutsche Musik- und Kulturwissenschaftlerin
- Keuchenius, Levinus Wilhelmus Christiaan (1822–1893), niederländischer Politiker und Jurist
- Keuchenthal, Johannes († 1583), deutscher evangelischer Theologe
- Keucheyan, Sévag (* 1978), schweizerischer Basketballspieler
- Keuchkerian, Hovik (* 1972), spanischer Schauspieler und BoxsportlerHovik Keuchkerian (* 1972)

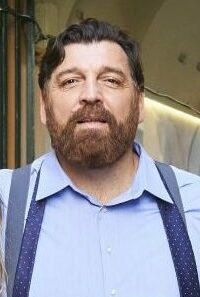
Hovik Keuchkerian (* 1972)

### Keud
- Keudel, Ursula (1940–1995), deutsche Klassische Philologin
- Keudel, Wilhelm (* 1818), deutscher Politiker und hessischer Landtagsabgeordneter
- Keudell, Alexander von (1861–1939), deutscher Verwaltungsbeamter, Rittergutsbesitzer und Politiker
- Keudell, Elise von (1867–1952), deutsche Pädagogin
- Keudell, Elsbeth von (1857–1953), deutsche Krankenschwester und Oberin
- Keudell, Gustav von (1866–1935), deutscher Verwaltungsbeamter
- Keudell, Marie von (1838–1918), deutsche Landschaftsmalerin
- Keudell, Otto von (1810–1853), preußischer Offizier, Mitglied der Frankfurter Nationalversammlung
- Keudell, Otto von (1887–1972), deutscher Verwaltungsjurist
- Keudell, Robert von (1824–1903), deutscher Diplomat und Politiker, MdR
- Keudell, Walter von (1884–1973), deutscher Forstmann, Jurist und Politiker (DNVP, NSDAP, CDU), MdR, ReichsministerWalter von Keudell (1884–1973)

Walter von Keudell (1884–1973)

- Keudell, Wilhelm von (1922–1974), deutscher Offizier und Diplomat

### Keue
- Keuerleber, Eugen (1921–2002), deutscher Museumsdirektor
- Keuerleber, Hugo (1883–1949), deutscher Architekt und Hochschullehrer
- Keuerleber, Kurt (1924–1999), deutscher Fußballspieler
- Keuerleber, Wulf-Peter (* 1940), deutscher Ingenieur und Mitglied der Volkskammer der DDR

### Keuf
- Keuffel, Georg Gottfried (1698–1771), deutscher Philosoph, Politikwissenschaftler und Hochschullehrer
- Keuffel, Werner († 1869), deutscher Richter und Parlamentarier

### Keuh
- Keuhl, Karl Gustav von (1694–1758), k.k. Feldmarschall, kommandierender General in Innerösterreich sowie Inhaber des Infanterie-Regiments Nr. 49
- Keuhl, Karl von (1739–1798), kaiserlicher Feldmarschall-Lieutenant, Ritter des Maria Theresia-Ordens

### Keuk
- Keuk, Alexander (* 1971), deutscher Komponist und Musikjournalist
- Keukeleire, Jens (* 1988), belgischer Straßenradrennfahrer
- Keuken, Johan van der (1938–2001), niederländischer Dokumentarfilmer und Fotograf
- Keuken, Wolfgang (* 1954), deutscher Fußballspieler
- Keukenschrijver, Alfred (* 1947), deutscher Jurist und ehemaliger Richter am Bundesgerichtshof

### Keul
- Keul, Heinrich (1918–1998), deutscher Politiker (CDU), Mitglied des Abgeordnetenhauses von Berlin
- Keul, Hildegund (* 1961), deutsche Theologin
- Keul, Joseph (1932–2000), deutscher Arzt, Internist, Sportmediziner und Hochschullehrer
- Keul, Katja (* 1969), deutsche Politikerin (Bündnis 90/Die Grünen), MdB
- Keul, Michael (* 1961), deutscher Jazz-Schlagzeuger
- Keulemans, Aloysius Ignatius Maria (1908–1977), niederländischer Chemiker
- Keulemans, John Gerrard (1842–1912), niederländischer Maler und Illustrator
- Keulen, Geert van (* 1943), niederländischer Komponist, Dirigent, Klarinettist und Musikpädagoge
- Keulen, Isabelle van (* 1966), niederländische Geigerin und BratschistinIsabelle van Keulen (* 1966)

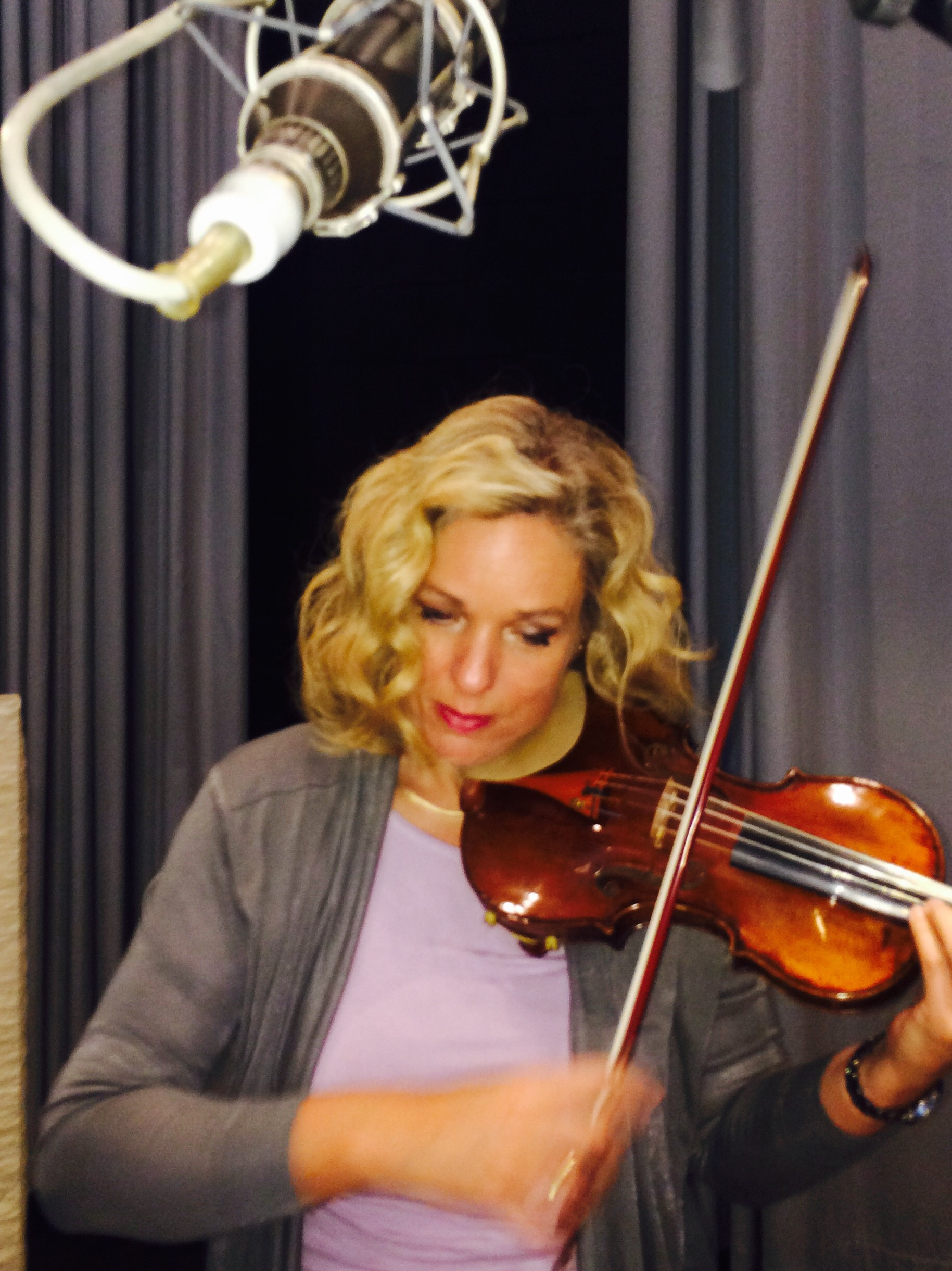
Isabelle van Keulen (* 1966)

- Keulen, Mensje van (* 1946), niederländische Schriftstellerin (Romane, Kinder- und Jugendliteratur)
- Keulen, Wytse Hette (* 1968), niederländischer Altphilologe und Hochschullehrer
- Keulen, Youri (* 1998), niederländischer Triathlet
- Keulen-Deelstra, Atje (1938–2013), niederländische Eisschnellläuferin
- Keuler, Carsten (* 1971), deutscher Fußballspieler
- Keuler, Dorothea (* 1951), deutsche Journalistin und Schriftstellerin
- Keuler, Mike (* 1978), US-amerikanischer Skispringer und Skisprungtrainer
- Keuler, Uli (* 1952), deutscher Kabarettist, Satiriker und Autor von Rundfunk-Sketchen und Mundarthörspielen
- Keulers, Peter Heinrich (1896–1963), deutscher Journalist und Schriftsteller
- Keultjes, Gerrit Laurens (1786–1821), niederländischer Maler

### Keum
- Keum, Ji-hyeon (* 2000), südkoreanische Sportschützin

### Keun
- Keun, Irmgard (1905–1982), deutsche SchriftstellerinIrmgard Keun (1905–1982)

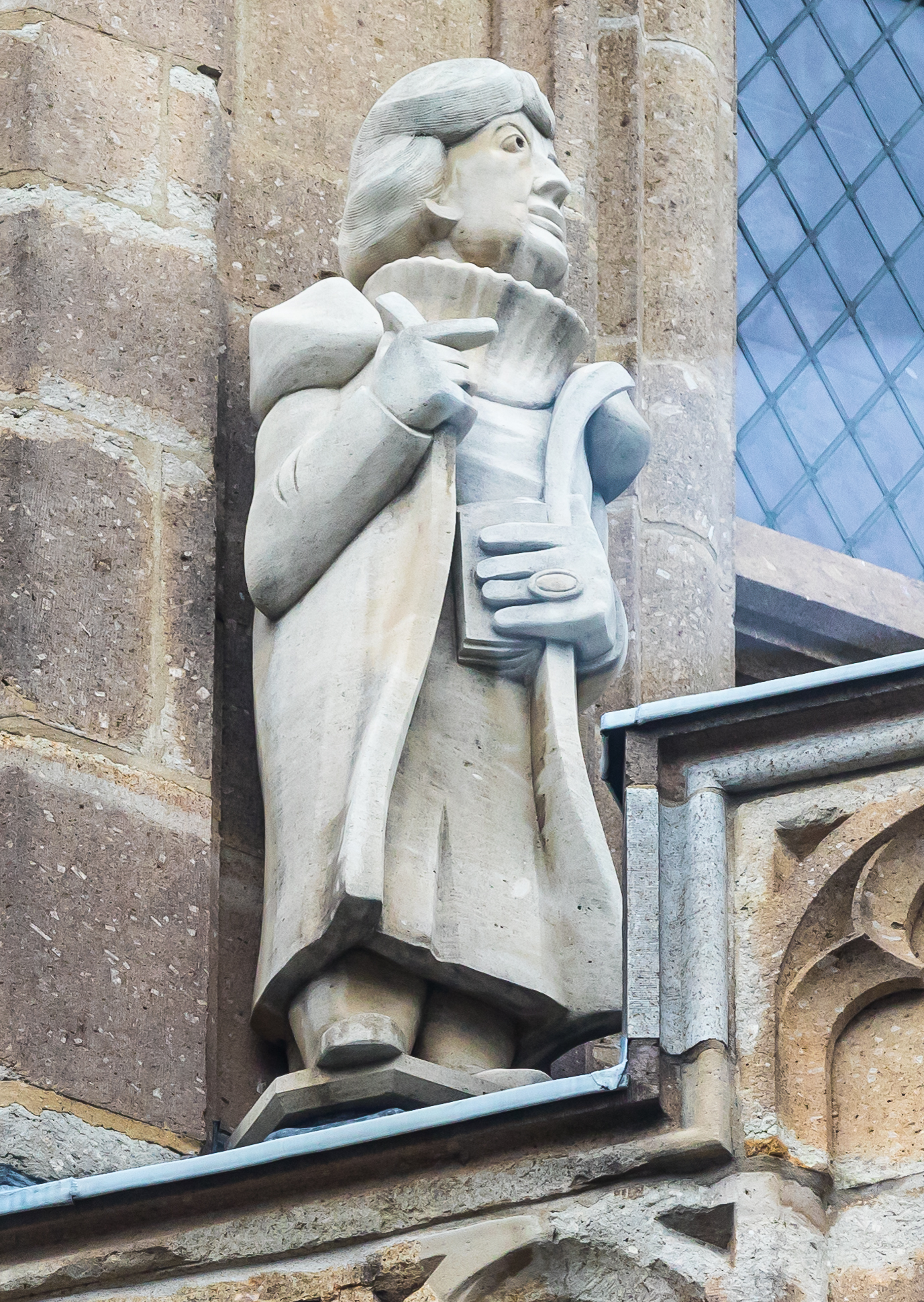
Irmgard Keun (1905–1982)

- Keune, Heinz (1881–1946), deutscher Grafiker und Schriftkünstler
- Keune, Johann Baptist (1858–1937), deutscher Lehrer, Museumsdirektor und Altertumsforscher
- Keune, Martin (1959–2017), deutscher Schriftsteller
- Keune, Stefan (* 1965), deutscher Jazz-Saxophonist
- Keune, Tom (* 1975), deutscher Schauspieler
- Keune, Victor (1919–2018), deutscher Schauspieler
- Keune, Wilhelm (1905–1974), deutscher Unternehmer und Politiker (FDP), MdL
- Keunecke, Hans-Otto (* 1945), deutscher Bibliothekar
- Keunecke, Karl (1888–1957), deutscher Politiker (SPD)
- Keunecke, Otto (1882–1962), deutscher Landwirt und Politiker (DDP), MdL
- Keuning, Dave (* 1976), US-amerikanischer Musiker und Gitarrist
- Keuning, Dietrich (1908–1980), deutscher Politiker (SPD), MdB, Oberbürgermeister von Dortmund
- Keuning, Maartje (* 1998), niederländische Wasserballspielerin
- Keuning, Ralph (* 1961), niederländischer Kunsthistoriker

### Keup
- Keup, Erich (1885–1973), deutscher Volkswirt
- Keup, Fred (* 1980), luxemburgischer Politiker (ADR), Abgeordneter der Abgeordnetenkammer (Luxemburg)
- Keup, Johann Bernhard (1755–1802), deutscher Mediziner
- Keup, Pierre-Pascal (* 2001), deutscher Radsportler
- Keupen, Sibylle (* 1963), deutsche Kommunalpolitikerin und Oberbürgermeisterin von AachenSibylle Keupen (* 1963)

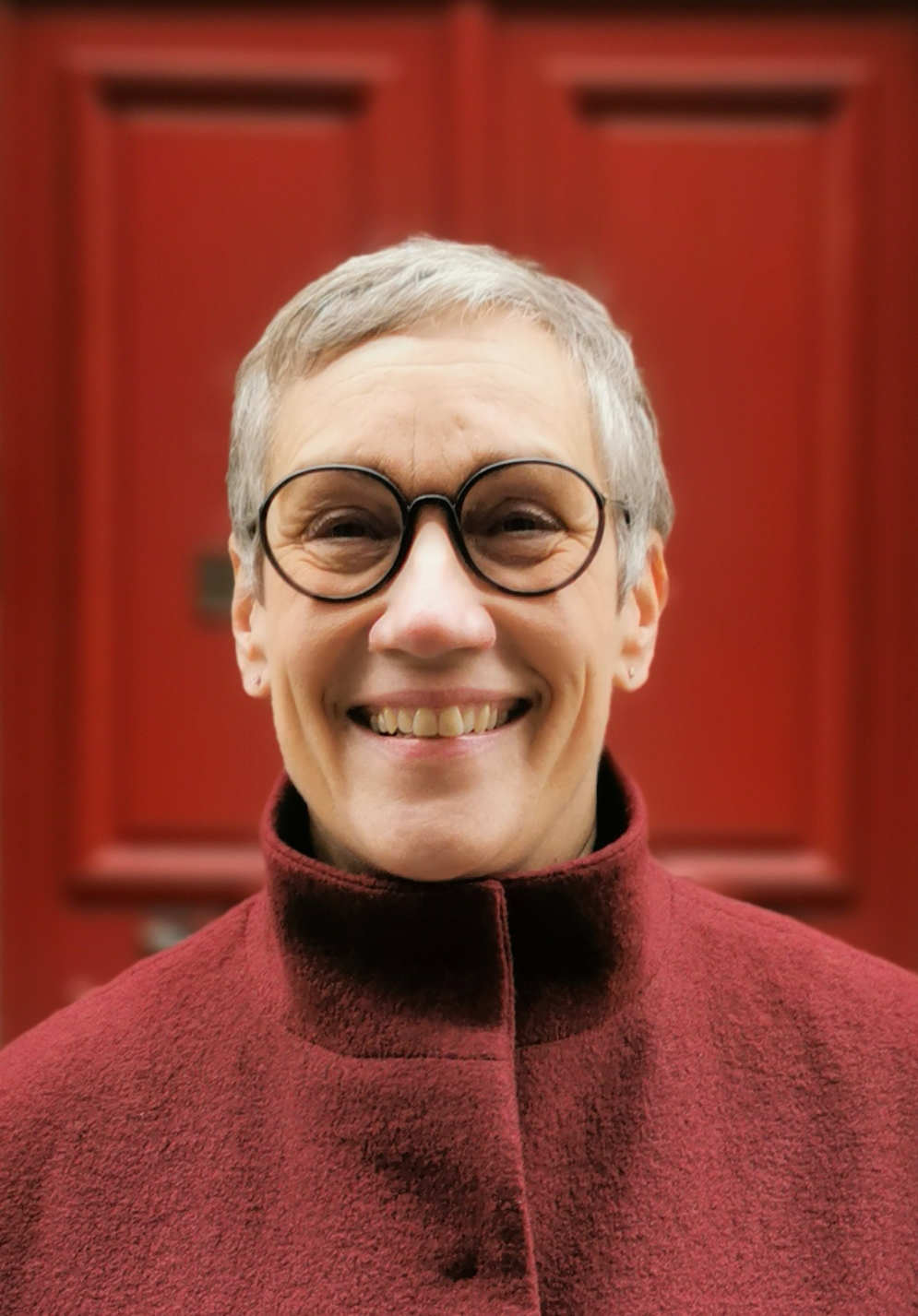
Sibylle Keupen (* 1963)

- Keupp, Heiner (* 1943), deutscher Psychologe und emeritierter Hochschullehrer
- Keupp, Helmut (* 1949), deutscher Paläontologe
- Keupp, Jan (* 1973), deutscher Historiker
- Keupp, Marcus (* 1977), deutscher Militärökonom und Künstler
- Keuppens, Victor Petrus (1902–1981), belgischer Ordensgeistlicher und römisch-katholischer Bischof von Kamina

### Keur
- Keur, Edwin (* 1972), niederländischer DJ und Musikproduzent
- Keuren, Alexander H. Van (1881–1966), Konteradmiral (rear admiral) der U.S. Navy
- Keuris, Tristan (1946–1996), niederländischer Komponist und Musiker

### Keus
- Keus, Werner (* 1928), deutscher Fußballspieler
- Keusch, Eduard (* 1941), österreichischer Politiker (SPÖ), Landtagsabgeordneter
- Keusch, Erwin (* 1946), Schweizer Fernsehregisseur und Drehbuchautor
- Keusch, Johannes (1912–1973), deutscher Diplomat, Botschafter der DDR
- Keusch, Markus (* 1993), österreichischer Fußballspieler
- Keusch, Michael (* 1955), deutscher Regisseur
- Keusch, Nicolaus Jacob (1745–1817), Kaufmann und Bürgermeister der Hansestadt Lübeck
- Keuscher, Rory (* 1979), deutscher Basketballspieler
- Keuschnig, Peter (* 1940), österreichischer Dirigent und Gründer von Orchestern
- Keuschnigg, Christian (* 1959), österreichischer ÖkonomChristian Keuschnigg (* 1959)

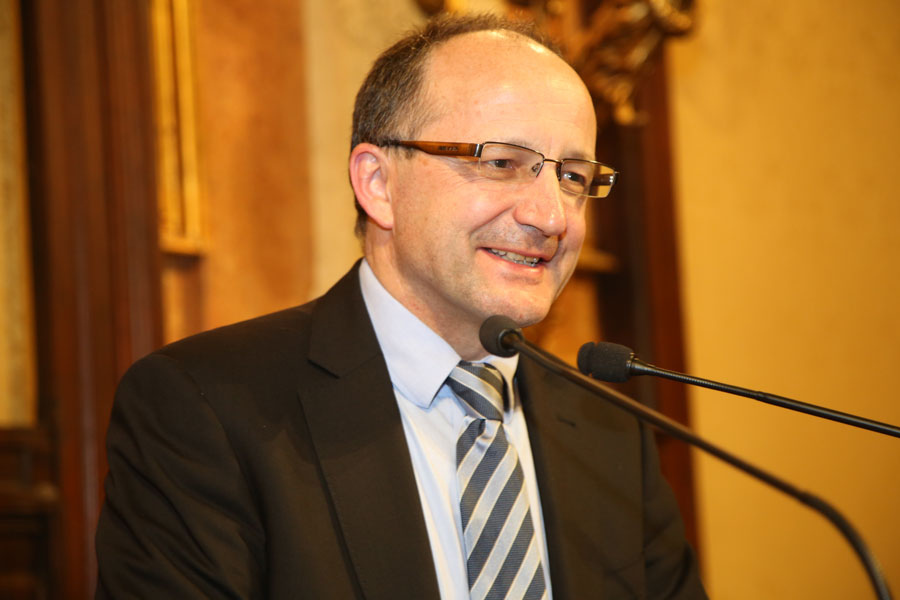
Christian Keuschnigg (* 1959)

- Keuschnigg, Georg (* 1954), österreichischer Journalist und Politiker (ÖVP), Abgeordneter zum Nationalrat, Mitglied des Bundesrates
- Keusen, Gunther (* 1939), deutscher Grafiker, Maler, Fotograf, Hochschullehrer und -direktor
- Keusen, Jakob (1966–1989), deutscher Schlagzeuger; Ex-Mitglied von „Die Profis“ und „Die Toten Hosen“
- Keusen-Nickel, Ursula (* 1932), deutsche Violoncellistin, Komponistin und Musikpädagogin
- Keuser, Andreas (* 1974), deutscher Radrennfahrer
- Keusgen, Markus (* 1968), deutscher Amateurboxer im Halbschwergewicht
- Keuslin, Albert III. (1591–1657), Abt des Stiftes St. Peter in Salzburg
- Keussen, Gudrun (1920–2006), deutsche Kinderbuchillustratorin
- Keussen, Hermann (1862–1943), deutscher Archivar und Historiker
- Keussen, Hermann der Ältere (1829–1894), deutscher Lehrer und Landeshistoriker
- Keussen, Joel (* 1991), deutscher Eishockeyspieler
- Keußler, Gerhard von (1874–1949), deutscher Komponist, Dirigent und Musikschriftsteller
- Keussler, Klaus-Michael von (* 1939), deutscher Jurist und Fluchthelfer
- Keustermans, Jan Alfons (* 1940), belgischer Bildhauer und Medailleur

### Keut
- Keutcha, Julienne (1924–2000), kamerunische Politikerin und Abgeordnete
- Keute, Günter (* 1955), deutscher Fußballspieler
- Keuter, Christina (* 1988), deutsch-philippinische Fußballspielerin
- Keuter, Paul (* 1974), deutscher Fußballfunktionär
- Keuter, Stefan (* 1972), deutscher Politiker (AfD), MdB
- Keutgen, Elmar (* 1948), belgischer Mediziner und Politiker der Christlich Sozialen Partei (CSP)
- Keutgen, Friedrich (1861–1936), deutscher Historiker
- Keuth, Herbert (* 1940), deutscher Philosoph und Hochschullehrer
- Keuth, Hermann (1888–1974), deutscher Landschaftsmaler, Grafiker, Kunsterzieher, Volkskundler und Landeskonservator
- Keuth, Rüdiger (1945–2006), deutscher freischaffender Künstler
- Keuthen, Jiři (1951–2007), deutscher Maler
- Keutner, Herbert (1916–2003), deutscher Kunsthistoriker
- Keutner, Thomas (* 1946), deutscher Philosoph
- Keutsch, Frank (* 1971), deutscher Chemiker
- Keutzer, Karl Georg (1884–1964), deutscher Politiker (CDU), MdL
- Keutzl, Rupert († 1495), Abt des Stiftes Sankt Peter (Salzburg)

### Keuz
- Keuzenkamp, Carike (* 1947), südafrikanische Schlagersängerin niederländischer Herkunft